# Liliana Ruxăndoiu
Liliana Ionescu-Ruxăndoiu (n. 2 august 1941, București) este o lingvistă română contemporană, profesor doctor la Facultatea de Litere din cadrul Universității din București. Susține cursuri de pragmatică și istoria limbii române. 
Este specialistă în istoria limbii române, istoria limbii române literare și pragmatică lingvistică. A publicat o serie de studii de pragmatică si pragmatică literară. 
Este unul dintre autorii Dicționarului de științe ale limbii, apărut la Editura Nemira, realizat în colaborare cu Gabriela Pană Dindelegan, Angela Bidu-Vrănceanu, Mihaela Mancaș și Cristina Călărașu, lucrare distinsă cu Premiul Academiei Române.
 Acest articol biografic despre un profesor universitar român este un ciot. Puteți ajuta Wikipedia prin completarea lui!